# Anyway, Anyhow, Anywhere
Anyway, Anyhow, Anywhere är en låt av den engelska rockgruppen The Who skriven av bandets sångare Roger Daltrey och gruppens gitarrist Pete Townshend. Sången utgör den enda singeln som Daltrey och Townshend hade komponerat ihop. Låten släpptes som singel den 21 maj 1965.